# Султанова, Сайёра Умаровна
Сайёра Умаровна Султанова — советский хозяйственный, государственный и политический деятель.

## Биография
Родилась в 1937 году в Ташкенте. Член КПСС.
С 1959 года — на хозяйственной, общественной и политической работе. В 1959—1989 гг. — мастер, старший мастер, начальник цеха, председатель фабричного комитета профсоюза, директор швейной фирмы «Красная Заря», председатель исполкома Ленинского районного Совета народных депутатов, первый секретарь Фрунзенского райкома партии города Ташкента, министр социального обеспечения Узбекской ССР, заместитель Председателя Совета Министров Узбекской ССР.
Избирался депутатом Верховного Совета Узбекской ССР 8-го, 9-го, 10-го и 11-го созывов.
Живёт в Узбекистане.